# Alexander Hermann von Merode zu Houffalize
Alexander Hermann von Merode zu Houffalize (* 17. August 1742; † 4. Februar 1792 in Hildesheim) war Dompropst in Hildesheim und Domherr in verschiedenen Bistümern.

## Leben
Alexander Hermann von Merode zu Houffalize wurde als Sohn des Gotfried Arnold Edmund Ignaz von Merode zu Houffalize (1704–1757) und dessen Gemahlin Carolina Maria Catharina Gräfin von Nesselrode zu Ehreshoven (1714–18768) geboren. Zunächst erhielt er im Jahre 1751 eine Dompräbende in Trier und 1764  in Hildesheim. Nachdem er von 1766 bis 1767er an der Universität Reims ein Studium absolviert hatte, wurde er am 5. November 1774 zum Kapitular und ein Jahr später zum Domkantor ernannt. Am 4. Januar 1779 wurde er Erzbischöflicher Kaplan. Nachdem Alexander Hermann 1789 zum Dompropst in Hildesheim gewählt worden war, ernannte ihn der Fürstbischof zum Kammerpräsidenten. Im Zuge der Koadjutorwahl im Jahre 1780 kam er in den Besitz einer münsterschen Präbende, die er von Johann Friedrich von Hoensbrock erhalten hatte. Alexander Hermann war sehr ehrgeizig und begann noch Anfang des Jahres 1791 mit einem Studium, in Mainz, musste aber wegen seines schlechten Gesundheitszustandes bereits im Sommer des Jahres aufgeben. Sein Plan, das Studium im folgenden Winter wieder aufzunehmen, ging nicht in Erfüllung. Er starb am 4. Februar 1792 in Hildesheim.

## Politische Ämter
- 1789 Kammerpräsident